# Son de Sol
Son de Sol (dt. Klang der Sonne) ist eine spanische Flamenco-Pop-Gruppe, bestehend aus drei Schwestern: Sole, Lola und Esperanza. Sie vertraten Spanien beim Eurovision Song Contest 2005 in Kiew mit dem Song Brujeria.

## Bandgeschichte
Außer ihrem Gewinn beim spanischen Vorentscheid zum Eurovision Song Contest 2005 konnten die drei Schwestern in Spanien kaum Erfolge feiern: Ihr erstes Album De Fiesta Por Sevillanas und das zweite Album Callejuela konnten die Albumcharts nicht erreichen. Ihre Plattenfirma trennte sich anschließend von ihnen.
Sie realisierten danach noch zwei Alben: Brujeria im Jahr 2005 und Directo a ti 2008.
2005 gewannen die drei Schwestern von Son de Sol den spanischen Vorentscheid zum Eurovision Song Contest knapp vor den Favoriten mit 2,4 % Vorsprung. In Kiew waren die Schwestern wenig erfolgreich, sie erreichten nur den 21. Platz. Der Song wurde ein Jahr später vom türkischen Pop-Musiker Serdar Ortaç unter dem Titel Sor erfolgreich gecovert.

## Diskografie
Alben
- 1999: De Fiesta Por Sevillanas
- 2002: Callejuela
- 2005: Brujería
- 2008: Directo a ti